# Municipio de Tuxtla Chico
El municipio de Tuxtla Chico es uno de los 124 municipios en que se encuentra dividido el estado mexicano de Chiapas. Se encuentra al sur del estado, colinda con el departamento guatemalteco de San Marcos y su cabecera es la población del mismo nombre.

## Geografía
Tuxtla Chico se encuentra localizado en el sur del estado de Chiapas, en la región histórica del Soconusco, constituyente en la actualidad de la denominada Región VIII Soconusco. Su extensión territorial es de 161.948 kilómetros cuadrados que representan el 0.22% de la extensión del territorial estatal. Sus coordenadas geográficas extremas son 14° 45' - 15° 00' de latitud norte y 92° 08' - 92° 16' de longitud oeste y su altitud va desde un mínimo de 0 hasta un máximo de 500 metros sobre del nivel del mar.
El territorio municipal colinda al norte con el municipio de Cacahoatán, al oeste con el municipio de Tapachula y al su con el municipio de Frontera Hidalgo y el municipio de Metapa.

## Demografía
De acuerdo a los resultados del Censo de Población y Vivienda realizado en 2010 por el Instituto Nacional de Estadística y Geografía, la población total del municipio de Tuxtla chico es de 37 737 habitantes, de las que _ son hombres y _ son mujeres.
La densidad poblacional del municipio es de 233.02 habitantes por kilómetro cuadrados.

### Localidades
En el censo de 2020 el municipio de Tuxtla Chico contaba con 51 localidades.
| Código INEGI      | Localidad                   | Población (2020) |
| ----------------- | --------------------------- | ---------------- |
| 071020001         | Tuxtla Chico                | 7 662            |
| 071020012         | Medio Monte primera sección | 3 408            |
| 071020013         | Medio Monte segunda sección | 2 813            |
| 071020008         | Izapa segunda sección       | 2 656            |
| 071020009         | Manuel Lazos                | 2 135            |
| 071020018         | Talismán                    | 1 791            |
| 071020007         | Izapa primera sección       | 1 515            |
| 071020028         | Guillén segunda sección     | 1 464            |
| 071020003         | Silvano Gatica              | 1 256            |
| 071020068         | Guillén Centro              | 1 229            |
| 071020004         | Guadalupe Victoria          | 1 181            |
| 071020014         | Omoha                       | 1 174            |
| 071020070         | Guillén Oriente             | 1 091            |
| 071020022         | El Sacrificio               | 1 044            |
| 071020020         | Vicente Guerrero            | 1 019            |
| Otras localidades | Otras localidades           | 9 586            |
| Total municipal   | Total municipal             | 41 024           |

## Política

### Representación legislativa
Para la elección de diputados locales al Congreso de Chiapas y de diputados federales a la Cámara de Diputados federal, el municipio de Tuxtla Chico se encuentra integrado en los siguientes distritos electorales:
Local:
- Distrito electoral local de 24 de Chiapas con cabecera en Cacahoatán.[7]

Federal:
- Distrito electoral federal 12 de Chiapas con cabecera en Tapachula.[8]